# كيفين فرايبرجر
كيفين فرايبرجر (بالألمانية: Kevin Freiberger) (16 نوفمبر 1988 بإسن في ألمانيا - ) هو لاعب كرة قدم ألماني في مركز الوسط. لعب مع روت فايس إيسن ونادي بوخوم ونادي أوسنابروك وSV Wacker Burghausen ‏ وSC Verl ‏ وSportfreunde Lotte ‏ وVfL Bochum II ‏.

## روابط خارجية
- كيفين فريابيرجر على موقع قاعدة بيانات كرة القدم.إي يو (الإنجليزية)
- كيفين فريابيرجر على موقع بيانات كرة القدم. دي إي (الألمانية)
- كيفين فريابيرجر على موقع Soccerway.com (الإنجليزية)
- كيفين فريابيرجر على موقع عالم كرة القدم.نت (الإنجليزية)